# توني أبوت (كاتب)
توني أبوت (بالإنجليزية: Tony Abbott)‏‏ (26 أكتوبر 1952 في كليفلاند، أوهايو - ) كاتب، وروائي، وكاتب للأطفال من الولايات المتحدة.

## الجوائز
- جائزة إدغار